# Kaarina
Kaarina (en suec Karin) és un municipi de Finlàndia, situat a la província de Finlàndia Occidental i a la regió de Finlàndia Pròpia.

## Ciutats agermanades
- Jõgeva, Estònia